# فرودگاه هی‌زولووی
فرودگاه هی‌زولووی (به انگلیسی: Hluhluwe Airport) یک فرودگاه همگانی با کد یاتا HLW است که یک باند فرود چمن دارد و طول باند آن ۱۲۰۸ متر است. این فرودگاه در کشور آفریقای جنوبی قرار دارد و در ارتفاع ۷۶ متری از سطح دریا واقع شده‌است.